# كنيسة القديس نيدان القديمة
كنيسة سانت نيدان القديمة، لانيدان هي كنيسة من القرون الوسطى في مجتمع لانيدان، في أنجلسي، شمال ويلز، بالقرب من مضيق ميناي. تم إنشاء أول كنيسة في الموقع في القرن السابع على يد القديس نيدان، المعروف بالدير في بنمون، أنجلسي، ولكن الأجزاء الأقدم من الهيكل الحالي مغلقة الآن ومدمرة جزئيًا، ويعود تاريخها إلى القرن الرابع عشر. في حوالي 1500 تم توسيع الكنيسة بإضافة صحن ثانٍ على الجانب الشمالي، مفصولاً عن الصحن السابق بواسطة رواق من ستة أقواس. خلال الفترة بين 1839 إلى 1843 ، تم بناء كنيسة جديدة في مكان قريب لخدمة المجتمع المحلي، ويرجع ذلك جزئيًا إلى تكلفة ترميم الكنيسة القديمة. تم هدم جزء كبير من المبنى في وقت لاحق، ولم يتبق سوى جزء من الطرف الغربي والممر المركزي. أدان هذا القرار في ذلك الوقت هاري لونجفيل جونز، رجل الدين وخبير الآثار، الذي أعرب عن أسفه لـ «المصير الكئيب» لما أسماه «إحدى أكبر وأهم الكنائس في جزيرة أنجلسي».

## التاريخ والمكان

### التأسيس والبناء
تقع كنيسة سانت نيدان في جنوب أنجلسي، ويلز، بالقرب من قرية برينسيين.تبعد حوالي ربع ميل (400 م) من مضيق ميناي، الذي يفصل البر الرئيسي لويلز عن جزيرة أنجلسي. سجل مؤلفو دليل عام 2009 للمباني في شمال غرب ويلز التقليد القائل بأن الكنيسة قد أُنشئت لأول مرة في هذا الموقع عام 616. كان القديس نيدان، الذي أسس الكنيسة، مرتبطًا بدير القديس سيريول في بنمون، على الطرف الشرقي من أنجلسي، وكان هو المعروف بالدير. أخذت المنطقة اسمها من الكنيسة: الكلمة الويلزية llan في الأصل تعني «الضميمة» ثم «الكنيسة»، و "idan" هي شكل معدل لاسم القديس.